# Шахбазов, Октай Гашам оглы
Октай Гашам оглы Шахбазов (азерб. Oqtay Qəşəm oğlu Şahbazov; род. 1 ноября 1941, Ереван) — азербайджанский государственный деятель. Руководитель Управления делами Президента Азербайджана (2016—2021). Депутат Верховного совета Азербайджана 12 созыва.

## Биография
Октай Гашам оглы Шахбазов родился 1 ноября 1941 года в Ереване. После окончания средней школы начал трудовую деятельность полировщиком на Бакинском Государственном шарикоподшипниковом заводе № 7.
В 1964 году окончил Азербайджанский педагогический институт. Получил квалификацию учителя азербайджанского и немецкого языков. 
Продолжил работу учителем немецкого языка средней школы № 126. Затем много лет работал учителем немецкого языка кафедры иностранных языков Каспийского высшего военно-морского (Краснознамённого) училища им. С. М. Кирова.
С 1980 года работал на различных руководящих должностях в Управлении делами  Совета Министров Азербайджанской ССР. 
В 1990 году назначен на должность заведующего делами ЦК Коммунистической партии Азербайджана.
В 1991 году избран депутатом Верховного Совета Азербайджана 12-го созыва.
Государственный советник государственной службы 1-й степени.
Руководитель Управления делами Президента Азербайджана (2016 — 26 января 2021).

## Семья
Отец, Гашам Шахбазов, советский азербайджанский партийный и государственный деятель.  
О. Шахбазов является отцом министра энергетики Парвиза Шахбазова.

## Награды
- Орден Почета Верховного Совета Азербайджана (за активную и эффективную деятельность)
- Орден «Слава» (2011)
- Почётное звание «Заслуженный государственный служащий Азербайджана» (2015)
- Медаль «Ветеранская солидарность» и диплом «За заботу о ветеранах» (2016, Президиума Республиканской организации ветеранов Азербайджана)[3]